# Công tử
Công tử (chữ Hán: 公子) vốn là danh từ kính xưng chỉ con trai và con gái của quân chủ chư hầu nhà Chu thời Xuân Thu–Chiến Quốc.

## Lịch sử
Đầu thời Xuân Thu, con trai của quân chủ chư hầu làm Đại phu (大夫) và được gọi là Công tử.
Con gái của các quốc quân sau khi kết hôn thường được gọi theo tính thị (tính ở đây chỉ các họ cổ, như Thượng cổ bát đại tính), như Trần Qui, Sái Cơ, Tề Khương, Tần Doanh, Triệu Cơ, Thân Khương. Trường hợp gọi "công tử" kèm tên huý như Công tử Khuynh (公子倾) là rất hiếm, chỉ dùng để chỉ khuê nữ chưa gả của các chư hầu.
| Ví dụ tên người Trung Quốc thời Tiên Tần | Ví dụ tên người Trung Quốc thời Tiên Tần    | Ví dụ tên người Trung Quốc thời Tiên Tần | Ví dụ tên người Trung Quốc thời Tiên Tần | Ví dụ tên người Trung Quốc thời Tiên Tần | Ví dụ tên người Trung Quốc thời Tiên Tần | Ví dụ tên người Trung Quốc thời Tiên Tần | Ví dụ tên người Trung Quốc thời Tiên Tần | Ví dụ tên người Trung Quốc thời Tiên Tần                                                           |
| Giới | Tên thường gọi                              | Thị (shì 氏)                             | Thuỵ hiệu (shìhào 諡號)                  | Tước (jué 爵)                            | Tự (zì 字)                               | Tính (xìng 姓)                           | Danh (míng 名)                           | Chú thích riêng                                                                                    |
| --- | ------------------------------------------- | ---------------------------------------- | ---------------------------------------- | ---------------------------------------- | ---------------------------------------- | ---------------------------------------- | ---------------------------------------- | -------------------------------------------------------------------------------------------------- |
| Nữ | Đát Kỷ 妲己                                 | Tô 苏                                    |                                          |                                          | Đát 妲                                   | Kỷ 己                                    |                                          | - Công chúa của Hữu Tô thị. - Vợ của Thương Đế Tân.                                                |
| Nữ | Văn Khương 文姜                             | Tề 齊                                    | Văn 文                                   |                                          |                                          | Khương 姜                                |                                          | - Con gái của Tề Hy công. - Vợ của Lỗ Hoàn công.                                                   |
| Nam | Tề Hoàn công 齊桓公                         | Tề 齊                                    | Hoàn 桓                                  | Công 公                                  |                                          | Khương 姜                                | Tiểu Bạch 小白                           | - Quốc quân của nước Tề. - Một trong Xuân Thu Ngũ Bá.                                              |
| Nữ | Vương Cơ 王姬                               | Vương 王                                 |                                          |                                          |                                          | Cơ 姬                                    |                                          | - Vợ của Tề Hoàn công. - Công chúa của nhà Chu.                                                    |
| Nữ | Sái Cơ 蔡姬                                 | Sái 蔡                                   |                                          |                                          |                                          | Cơ 姬                                    |                                          | - Vợ của Tề Hoàn công. - Công chúa của nước Sái.                                                   |
| Nữ | Triệu Trang Cơ 赵庄姬                       | Triệu 赵                                 | Trang 庄                                 |                                          |                                          | Cơ 姬                                    |                                          | - Con gái Tấn Thành công. - Vợ của Triệu Sóc.                                                      |
| Nam | Tôn Thúc Ngao 孙叔敖                        | Vĩ 蔿                                    |                                          |                                          | Tôn Thúc 孙叔                            | Mị 芈                                    | Ngao 敖                                  | - Lệnh doãn nước Sở. - Hậu duệ của Sở Lệ vương, tiên tổ của Tôn Vũ. - Giúp Sở Trang vương xưng bá. |
| Nam | Thẩm Chư Lương 沈諸梁 Diệp công Cao 叶公高  | Thẩm 沈 Diệp 叶                          |                                          | Công 公                                  | Tử Cao 子高                              | Mị 芈                                    | Chư Lương 諸梁                           | - Hậu duệ của Thẩm Doãn Tử Kính, con trai Sở Mục vương.                                            |
| Nữ | Công tử Khuynh 公子倾                       | Nguỵ 魏                                  |                                          | Công tử 公子                             |                                          | Cơ 姬                                    | Khuynh 倾                                | - Con gái của Nguỵ Văn hầu.                                                                        |
| Nam | Thái tử Đan 太子丹                          | Yên 燕                                   |                                          | Thái tử 太子                             |                                          | Cơ 姬                                    | Đan 丹                                   | - Con trai của Yên vương Hỉ. - Thuê sát thủ hành thích Tần vương Chính.                            |
| Nam | Triệu vương Gia 赵王嘉 Đại vương Gia 代王嘉 | Triệu 赵 Đại 代                          |                                          | Vương 王                                 |                                          | Doanh 嬴                                 | Gia 嘉                                   | - Quốc quân cuối cùng của nước Triệu.                                                              |
| Chú thích chung - Tính của vương thất nhà Chu, [Cơ; 姬], dần dần được sử dụng để chỉ các công nương nói chung. - Tên thường gọi của Triệu Trang Cơ sử dụng thị của chồng bà thay vì của cha bà [Tấn; 晉]. |                                             |                                          |                                          |                                          |                                          |                                          |                                          | |

## Sau thời Chiến Quốc
Về sau, người hậu thế chuyển sang gọi con em của nhà thế gia môn phiệt là Công tử, như: ["Lâu công tử đem vàng chuộc người bạn, Lưu Thủ Bị mạo họ đánh nhà đò."]
Danh xưng "Công tử" hiện nay được dùng để chỉ con trai, tức [Lệnh công tử; 令公子], tương đối hiếm mới dùng để chỉ con gái, tức [Nữ công tử; 女公子]. Thay vào đó, người con gái được gọi là [Tiểu thư; 小姐] hoặc [Thiên kim; 千金].